# Ribeirão Serra Azul
Ribeirão Serra Azul är ett vattendrag i Brasilien.   Det ligger i delstaten Minas Gerais, i den sydöstra delen av landet, 600 km sydost om huvudstaden Brasília.
I omgivningarna runt Ribeirão Serra Azul växer huvudsakligen savannskog. Runt Ribeirão Serra Azul är det tätbefolkat, med 257 invånare per kvadratkilometer.